# Metrobús de Mexico
Pour les articles homonymes, voir Métrobus.
Le Metrobús est un système de transport en commun à Mexico dont la première ligne a été mise en service le 19 juin 2005, il s'agit d'un ensemble de lignes de bus à haut niveau de service (BHNS). Les véhicules sont des bus, en grande partie articulés, circulant en site propre.

## Réseau

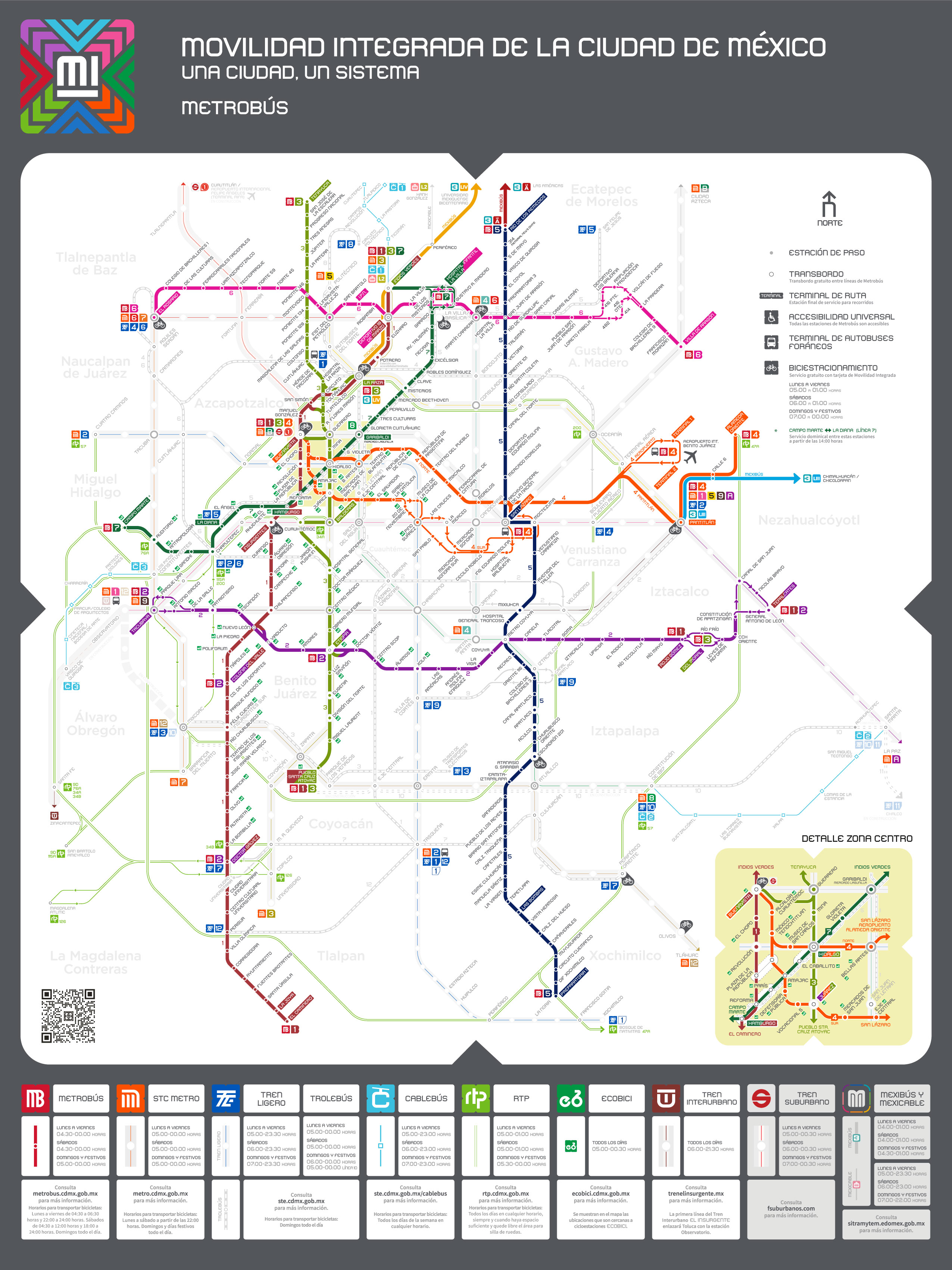
Plan des deux lignes de Metrobús.

### Ligne 1
La première ligne parcourt 20 km sur l'Avenida de los Insurgentes (en) depuis la station de métro Indios Verdes jusqu'au monument El Caminero. En 2008, c'est la ligne de transport en commun urbain la plus longue d'Amérique latine.
Cette ligne transporte plus de 480 000 passagers par jour et traverse 44 stations en plus des terminus Indios Verdes, Caminero et Buenavista II.

### Ligne 2
La ligne 2 du Metrobús a été inaugurée en 2008 et forme un axe est-ouest sur une longueur totale de 18,9 km.
Cette ligne transporte 180 000 passagers par jour, est composée de 34 stations et des deux terminus Tepalcates et Tacubaya.

### Ligne 3
Inaugurée en 2011, cette ligne parcourt 20 kilomètres du nord au sud, sur un itinéraire parallèle à celui de la ligne 3 du Métro.
Cette ligne transporte 153 000 passagers par jour. Elle compte 33 stations et 5 terminus : Tenayuca, Etiopía II, Buenavista III, La Raza II et Pueblo Sta. Cruz Atoyac.

### Ligne 4
Inaugurée le 1er avril 2012, cette ligne traverse le centre historique et rejoint l'aéroport International de la Ville de Mexico. Elle s'étend sur environ 28 km.
Cette ligne transporte environ 65 000 passagers par jour à travers d'un ensemble de 32 stations intermédiaires qui ont pour terminus Buenavista IV, San Lázaro, Aeropuerto Terminales 1 y 2, Pantitlán et/ou Alameda Oriente.

### Ligne 5
Inaugurée le 5 novembre 2013, cette ligne est longue de 28,5 km.
Cette ligne transporte environ 55 000 passagers par jour. Actuellement cette ligne compte 50 stations avec les deux terminus San Lázaro et Río de los Remedios auxquels viendra s'ajouter le terminus Preparatoria 1 qui est toujours en construction.

### Ligne 6
Inaugurée le 21 janvier 2016, cette ligne est longue de 20 km.
Cette ligne transporte environ 150 000 passagers par jour. Elle compte 36 stations avec les deux  terminus El Rosario et Villa de Aragón.

### Ligne 7
Inaugurée le 5 mars 2018, cette ligne est longue de 15 km.
Cette ligne transporte environ 145 000 passagers par jour, compte 29 stations avec les deux terminus Indios Verdes et Campo Marte.

## Matériel roulant

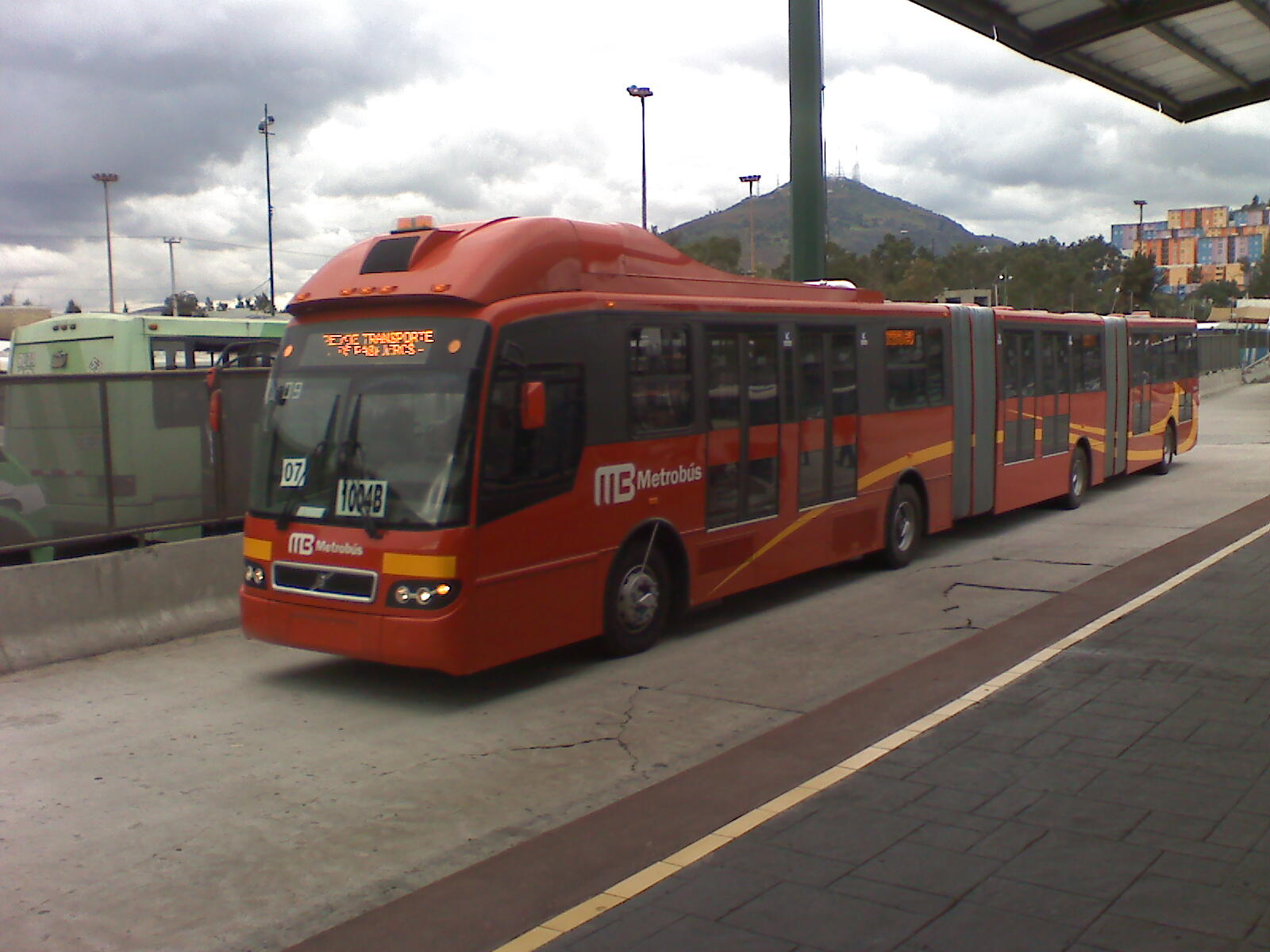
Volvo 7300 BRT bi-articulé sur la ligne B.

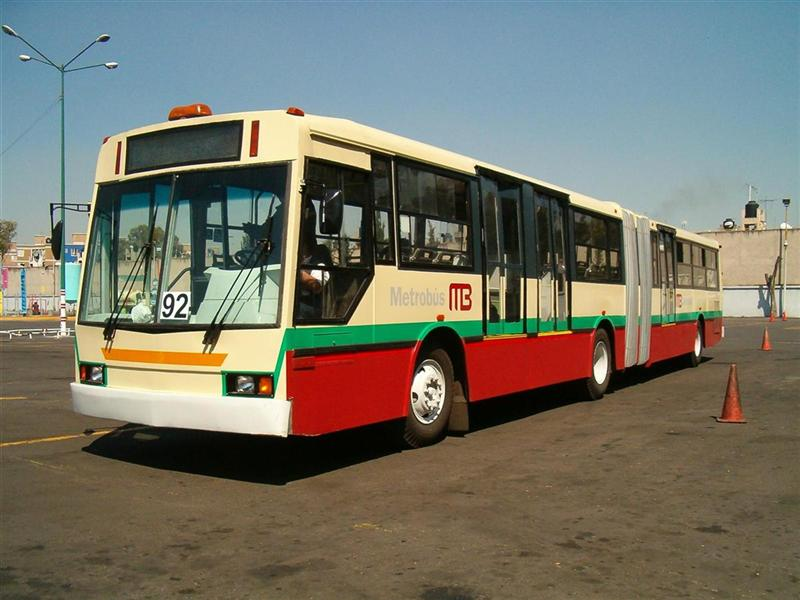
MASA U18 sur la ligne A.

Chaque exploitant possède son parc de véhicules. Au total le réseau de Metrobús comptabilise 660 bus dont 303 articulés, 124 biarticulés, 61 de 12 m et diésel, 9 de 12 m hybrides et 90 bus à 2 niveaux EURO VI.
- Corredor Insurgentes
  - 61 Volvo-San Marino B12M, motor DH12D (bus articulé)
  - 7 Volvo-Comil (bus articulé)
  - 6 Volvo 7300BRT (bus articulé)
  - 8 Autobuses Convencionales para servicio nocturno: 1 AYCO-DINA modelo 1996 y 7 ALFA-International modelo 2002.
- Rey Cuauhtémoc
  - 18 Volvo 7300BRT (bus articulé)
- Grupo Metropolitano de Transporte
  - 20 Volvo 7300BRT (bus articulé)
- Red de Transporte de Pasajeros del Distrito Federal
  - 20 Scania-Comil (bus articulé)
  - 12 Mercedes Benz-Marcopolo Gran Viale BRT (bus articulé)
  - 12 Volvo 7300 BRT (bus bi-articulé)
  - 10 Scania-San Marino (bus articulé)
  - 1 Scania-Busscar (bus articulé)
  - 5 MASA U18 (bus articulé)
- Corredor Tacubaya Tepalcates
  - 25 Volvo 7300 BRT (bus articulé)